# Asota monycha
Asota monycha là một loài bướm đêm trong họ Erebidae.